# Dicranidae
Dicranidae (лат.)  — подкласс экологически и морфологически различных видов мхов класса Листостебельные мхи (Bryopsida).
Растут группами или образуют дерновинки и дернины. В основном напочвенные, реже скальные и эпифитные мхи. Споры размером от очень мелких до самых крупных, иногда многоклеточные. Вегетативное размножение выводковыми веточками, ломкими листьями и выводковыми телами.
Перистом простой, членистый, зубцы цельные или расщепленные, в большинстве случаев продольно-штриховатые. У некоторых из представителей порядка перистома и крышечки нет, коробочка у них вскрывается разрывами стенки неправильной формы. Листья почти всегда с жилкой, если жилки нет, пластинка листа многослойная. Клетки в углах основания листа обычно отличаются от остальных клеток листовой пластинки.
Представители подкласса в целом распространены по всему земному шару, от тропиков до Арктики и Антарктики. В России распространены по всей территории страны. Наиболее широко у нас распространено семейство Dicranaceae. Особенно массово встречаются представители семейства и рода Dicranum в таежной и арктической областях.

## Систематика
В классификации, предложенной Goffinet B. и W. R. Buck в 2006 году, подкласс включает 6 порядков:
- Archidiales
- Bryoxiphiales
- Дикрановые (Dicranales)
- Гриммиевые (Grimmiales)
- Поттиевые (Pottiales)
- Scouleriales

Согласно базе данных Catalogue of Life на май 2023 года подкласс включает следующие порядки:
- Archidiales Limpr., 1904
- Bryoxiphiales Á. Löve et D. Löve, 1953 — Бриоксифиевые
- Catoscopiales Ignatov et Ignatova, 2004 — Катоскопиевые
- Dicranales M. Fleisch., 1920 — Дикрановые
- Grimmiales M. Fleisch., 1920 — Гриммиевые
- Pottiales M. Fleisch., 1920 — Поттиевые
- Pseudoditrichales Ignatov et Fedosov, 2016 — Псевдодитриховые
- Scouleriales Goffinet et W.R. Buck, 2004 — Скоулериевые